# Hujwa (Fluss)
Die Hujwa (ukrainisch Гуйва) ist ein 97 km langer, rechter Nebenfluss des Teteriw in der Ukraine.
Der Fluss im Einzugsgebiet des Dneprs hat ein Einzugsgebiet von 1505 km² und ein Gefälle von 0,96 m/km.
Das Flusstal ist meist V-förmig. Die Breite des Tals beträgt bis zu 2 km, seine Tiefe bis zu 30 m. Die Flussauen am Oberlauf sind stellenweise sumpfig. Der Fluss selbst ist gewunden, bis zu 20 m breit und 1,2 m tief. Von Mitte Dezember bis März ist der Fluss gefroren. Bei Andruschiwka wurde zur technischen Wasserversorgung, Bewässerung und Fischzucht ein Stausee angelegt.
Während der deutschen Besetzung der Ukraine 1939–43 durchfloss die Hujwa in ihrem Unterlauf das deutsche Siedlungsgebiet Hegewald und wurde in Hegebach umbenannt.

## Verlauf
Die Hujwa entspringt westlich der Stadt Kosjatyn im Norden der Oblast Winnyzja.
Sie fließt zunächst nach Nordosten, im Mittellauf nach Norden und, von Andruschiwka an, im Unterlauf, nach Nordwesten.
Am südwestlichen Stadtrand von Schytomyr mündet sie von rechts in den Teteriw.

## Nebenflüsse
Nebenflüsse der Hujwa sind
von rechts: die 13 Kilometer lange Sakijanka (Закіянка, Einzugsgebiet 63,2 km²), die 20 Kilometer lange Hulwa (Гульва, Einzugsgebiet 131 km²) und der 16 Kilometer lange Lebedynez (Лебединець, Einzugsgebiet 91,2 km²)
von links: die 33 Kilometer lange Pustocha (Пустоха, Einzugsgebiet 256 km²), die 20 Kilometer lange Bojarka (Боярка, Einzugsgebiet 256 km²), und die 34 Kilometer lange Kodenka (Коденка, Einzugsgebiet 342 km²)